# Hengifoss
De Hengifoss (hangende waterval) is met zijn 118 meter een van de hoogste watervallen van IJsland.
Hij ligt aan de noordwestzijde halverwege het Lagarfljót (ook wel Lögurinn genoemd), een tot 112 meter diep meer met een lengte van 25 kilometer en een breedte van 2,5 kilometer vlak bij de plaats Egilsstaðir. Tegenover de Hengifoss, aan de overkant van het meer, ligt Hallormsstaðarskógur, het grootste bos van IJsland. De Hengifoss doorsnijdt de berg, en daar is duidelijk de gelaagdheid van het gesteente te zien: bruingrijze en helder rode lagen die elkaar afwisselen. Een eindje stroomafwaarts ligt een andere waterval: de Litlanesfoss die dwars door basaltpartijen stroomt.

## Foto's
- Hengifoss